# Itzcóatl azték uralkodó
Itzcóatl (1380 – 1440) az Azték Birodalom negyedik uralkodója (Hueyi Tlatoani) volt, 1427 és 1440 között. Ő volt az, aki megdöntötte az aztékokat addig uralma alatt tartó tepanékok hatalmát, így ő tekinthető az azték birodalom valódi megalapítójának. Nevének jelentése „obszidiánkígyó”, jelképének ábrázolásain egy olyan kígyó figyelhető meg, amelyből obszidiánból készült nyílhegyek sora áll ki.

## Élete
1380-ban született az első azték uralkodó, Acamapichtli és egy tepanék származású, valószínűleg szolga- vagy rabszolganő fiaként. Neki magának több felesége is volt, akiktől (legalább) hét gyermeke született, de belőlük nem lett uralkodó: a trónt unokaöccse, Moctezuma örökölte.
Elődei, Huitzilíhuitl és Chimalpopoca alatt egy tlacochcálcatl nevű tisztséget töltött be, majd amikor az azcapotzalcói tepanékok meggyilkolták Chimalpopocát, származása és rátermettsége miatt rá esett a választás, hogy elfoglalhassa a trónt. Az akkori bonyolult politikai helyzetben sikerült szövetséget kötnie a tacubai tepanékokkal, akiknek vezetője, Totoquihuaztli, a Tezozómoc halála után a tepanékok uralkodóságáért versengő Maxtla ellensége volt, és a texcocói Nezahualcóyotllal, belülről pedig többek között unokaöccse, Moctezuma és Tlacaélel, Huitzilíhuitl fia támogatta. Velük egy 1428-ban végződő, 114 napos csata során sikerült vereséget mérnie az aztékokat addig leigázva tartó azcapotzalcóiakra.
A győzelem után az őt támogatóknak és a kiemelkedő harcosoknak különféle címeket, a nemeseknek pedig az elfoglalt területekből földeket osztogatott, egyúttal a leigázottak által befizetett adót felhasználva belekezdett Tenocstitlan megnagyobbításába is. A többi nép történetét őrző dokumentumokat azonban megsemmisíttette, és elrendelte olyanok írását, amelyek a most már valóban hatalmassá vált aztékok jelentőségét hangsúlyozzák.
Új szövetségeseivel több más hadjáratot is vezetett: egyrészt a Mexikói-völgyben még megmaradt többi tepanék település ellen, másrészt olyan távolabbi területek ellen is, amelyek korábban a tepanékoknak fizettek adót. Igaz, hogy földjeiket és értékeiket kisajátította, ám ellentétben a tepanékok korábbi szokásával, akik gyakran leváltották vagy akár meg is ölték a leigázott népek uralkodóit, Itzcóatl a helyükön hagyta őket, így biztosítva a politika folyamatos működését.
Itzcóatl emlékére 1889-ben szobrot is emeltek, ez ma a Mexikóváros Gustavo A. Madero kerületében található Zöld Indiánok emlékmű részét képezi.